# Grand Prix Riders Association
De Grand Prix Riders Association (GPRA) was een verbond van motorcoureurs in de jaren zeventig.

## Achtergrond
De GPRA werd opgericht uit onvrede van de coureurs met de organisatoren van WK-races. Het ging hierbij vooral om de privérijders uit het Continental Circus, die moesten leven, reizen en werken op basis van start- en prijzengelden. Ze konden in de eerste decennia van het wereldkampioenschap wegrace geen vuist maken tegen de organisatoren, die zich gesteund wisten door nationale motorsportbonden en zelfs de Fédération Internationale de Motocyclisme, die protesterende coureurs soms zelfs bestrafte.
Daardoor konden de race-organisatoren de coureurs dwingen te rijden op gevaarlijke stratencircuits of circuits die vanwege het gebruik voor autoraces voorzien waren van levensgevaarlijke vangrails. De rennerskwartieren waren niet toereikend en soms niet eens voorzien van douches en andere behoorlijke sanitaire voorzieningen, terwijl sommige rijders er met hun hele gezin moesten leven. Er waren zelfs races waarbij de startgelden ter plaatse geschrapt of verlaagd werden, waarbij de organisatoren de rijders chanteerden met het feit dat ze de verre reis al gemaakt hadden of dat ze voor hun WK-punten wel moesten rijden. Ook kregen vaak minder goede lokale rijders een startplaats te kosten van goede WK-coureurs.
Pas als de fabriekscoureurs steun gaven aan hun collega's kon men iets bereiken, maar in de TT van Assen van 1955 had deze steun geleid tot een diskwalificatie van het team van Gilera voor de helft van het seizoen 1956.

## Geschiedenis
In 1970 begonnen de coureurs zich te weren tegen de macht van de organisatoren, vooral toen de organisatie van de Duitse Grand Prix het in hun ogen te bont maakte. Het organiseren van motorraces in combinatie met autoraces was al jaren verboden, maar tijdens de Eifelrennen op de Nordschleife gebeurde dit toch. De motorrijders kregen veel minder trainingstijd dan de Formule 2 auto's, die de vochtige baan ook nog eens extra glad maakten. Onbekwame Duitse coureurs kregen een startbewijs ten koste van goede coureurs en Rob Fitton overleed na een val tegen de vangrails, waarbij een van zijn benen werd afgerukt en hij een schedelbasisfractuur opliep. Ook in de race gebeurden veel ongelukken. Giacomo Agostini stelde zich op als woordvoerder van de coureurs, maar dat bracht de Duitse organisatie niet op andere gedachten. Agostini dreigde de FIM met een proces en de coureurs verenigden zich in de Grand Prix Riders Association. Zij legden bij de FIM een aantal eisen op tafel die betrekking hadden op de veiligheid, racelicenties, reglementen en leefomstandigheden in de rennerskwartieren.
Begin 1971 was Nanou Lyonnard, de vriendin van Jack Findlay, voorzitter van de GPRA. De contributie was hoog: 850 pond plus 5 pond per Grand Prix. De GPRA had ca. 100 leden, die het niet altijd met elkaar eens waren. Phil Read was betrokken bij de organisatie, maar hij vond dat de Britse rijders zich beter konden laten vertegenwoordigen door de Auto-Cycle Union, die ca. 100.000 pond achter de hand had. De ACU was echter ook verantwoordelijk voor de TT van Man, een race die bepaald niet zonder kritiek was. In februari was alles al een beetje genormaliseerd. De contributie was nog slechts 10 pond plus 5 pond per GP. Er waren al veel zaken concreet gemaakt: De Britse coureurs zouden de belangen van hun collega's behartigen tot de aanvang van het WK-seizoen. Dit voorlopige comité bestond uit Phil Read, Dave Simmonds, Frank Perris, Reg Thomas en David Dixon. Tijdens het seizoen zou er bij alle GP's vergaderd worden door niet-Britse coureurs. Het secretariaat was in handen van Ray Campbell. De coureurs werden naar prestaties in categorieën verdeeld, waardoor er startgelden konden worden vastgesteld: Categorie A 125 pond per start, categorie B 85 pond per start en categorie C 50 pond per start. Dat betekende nog niet dat topcoureurs zomaar een start kregen: Paul Smart werd aanvankelijk geweigerd door de organisaties van de GP's van Oostenrijk en Duitsland omdat hij niet hoog in de WK-ranglijsten stond. Smart was echter in de Daytona 200 in leidende positie uitgevallen en had zelfs Agostini al verslagen tijdens races in Cadwell Park. Hij werd beschouwd als een van de toprijders in de 250- en 350cc-klassen.
In 1971 stak een aantal coureurs het houten toiletgebouw in Imatra in brand, onder het motto "als praten niet helpt". Het politieonderzoek leverde niets op, maar de pers wist wel dat "een rijder met veel kampioenspunten" 20 liter benzine over het gebouwtje had gegooid, waarna een aantal andere coureurs er brandende lucifers op hadden gegooid. De burgemeester beloofde nieuwe toiletten te laten bouwen.
Bij de Grand Prix van Spanje van 1971 ging er ook het een en ander mis. Tijdens de kwalificatietrainingen werd er met verschillende trainingstijden geschermd om Jan de Vries, kanshebber op de wereldtitel, zenuwachtig te maken. Na de 125cc-race, waarin Ángel Nieto de wereldtitel pakte, kwam er publiek op de baan waardoor Kent Andersson en Dave Simmonds ten val kwamen.
Tijdens het FIM-congres in oktober 1971 trad de Nederlander Henk Burik opnieuw aan als voorzitter van de sportcommissie. Dat werd als een belangrijke stap beschouwd, want Burik genoot het vertrouwen van de coureurs. Volgend op dit congres zou de FIM zich ook gaan bemoeien met de vergoedingen voor de coureurs, in overleg met die coureurs, maar ook de landelijke bonden en de organisatoren.
Hoewel de FIM de meeste eisen van de rijders accepteerde en in haar reglementen opnam, trok een aantal organisatoren er zich niet veel van aan, zelfs niet toen de topcoureurs na de dood van Gilberto Parlotti in 1972 de Isle of Man TT vanaf 1973 besloten te boycotten. Na de dood van Renzo Pasolini en Jarno Saarinen in 1973 verloor het circuit van Monza zijn WK-races, die naar Imola verhuisden. Naar aanleiding van dit ongeval waren de coureurs, vooral zij die het hadden zien gebeuren, natuurlijk erg kritisch over de veiligheid van de circuits. Tijdens een race op het Circuit de Charade vond een aantal coureurs dit te gevaarlijk, waardoor de Franse Commission des Circuits in haar wiek geschoten was. Men deelde forse straffen uit. De voorzitter van de Fédération Française de Motocyclisme (FFM) schortte de schorsingen echter op in afwachting van nader onderzoek en uiteindelijk werden alle straffen opgeheven. In 1973 boycotten de zijspancoureurs de GP van Finland vanwege de gevaarlijke bomen langs de weg, het ongedisciplineerde (dronken) publiek en de lage startgelden. Ook de solorijders kwamen pas na protesten aan de start, maar zij stelden wel een brief aan de FIM op waarin veiligheidsmaatregelen voor 1974 geëist werden. Het circuit was niet alleen gevaarlijk voor de coureurs (door trottoirbanden, slecht wegdek, bomen en telegraafpalen), maar ook het publiek was hier en daar slecht beschermd.
In 1974 kwam het opnieuw tot een botsing met de organisatoren op de Nürburgring. De coureurs vonden het circuit te gevaarlijk en staakten, waarop de organisatie dreigde de Grand Prix af te gelasten. Toen stelde de sportcommissie van de FIM de coureurs in het gelijk, schorste de wedstrijdleider en gaf de Duitse motorsportbond een boete van 20.000 Zwitserse franken.
Begin 1976 vormde zich een onder aanvoering van de Amerikaan Mark McCormack een "Club van elf" (Professional Riders Association), die bestond uit Barry Sheene, Dieter Braun, Víctor Palomo, Johnny Cecotto, Phil Read, Giacomo Agostini, Teuvo Länsivuori, Walter Villa, Patrick Pons, Michel Rougerie en Gianfranco Bonera. Zij voelden zich machtig genoeg om een verdubbeling van de startgelden te eisen volgens het een voor allen, allen voor één principe: Als een van hen niet volgens deze voorwaarde behandeld werd, kwam er niemand. Erg kansrijk was de actie niet, want ze hadden allemaal verplichtingen jegens sponsoren en teams.
De PRA werd nog geen succes, maar de financiële nood van de coureurs werd minder omdat er steeds meer sponsoren kwamen, waardoor de coureurs niet alleen voor de kosten opdraaiden en de GPRA verdween van het toneel. In 1979 kwam er nog een korte opleving van de PRA, die een klein aantal beroepscoureurs vertegenwoordigde die een eigen wedstrijdserie wilden organiseren. Ook dat mislukte, maar in 1986 werd de International Road-Racing Teams Association (IRTA) opgericht, die de belangen van de teams, de merken en de toeleveranciers (banden, olie etc) behartigt.